# Tuol Sleng
Pour un article plus général, voir Crimes du régime khmer rouge.
Tuol Sleng est un musée situé à Phnom Penh, la capitale du Cambodge. Il traite des crimes du régime khmer rouge et du génocide commis entre 1975 et 1979 lors de la période du Kampuchéa démocratique.
Au départ, Tuol Sleng est une école qui fut transformée par les forces de Pol Pot en prison et en centre de torture nommé « S-21 », la plus connue des quelque 196 prisons que la dictature des Khmers rouges avait disséminées à travers le Cambodge durant les années 1970. Elle était dirigée par Kang Kek Ieu, alias « Douch », et elle dépendait directement des plus hauts dirigeants du régime. Environ 18 000 personnes y ont été détenues dans une « machine de mort », avec une « élimination systématique des prisonniers ».
Tout détenu envoyé à Tuol Sleng était un coupable obligé, dont il s'agissait d'obtenir la confession de crimes si besoin imaginaires, notamment au moyen de la torture, avant son exécution pratiquement inéluctable.
Le musée est devenu un lieu de mémoire très fréquenté par les touristes mais peu par les Cambodgiens pour des raisons d'histoire familiale et politique,.

## Étymologie et localisation
On peut traduire « Tuol Sleng » par « tertre du vomiquier », révélateur du lieu. C'était le nom de l'école primaire adjacente au lycée dans lequel une partie de la prison fut installée et dont le nom, « Tuol Svay Prey », avait une signification différente : « tertre des manguiers sauvages ». Le territoire de la prison s'étendait cependant bien au-delà du périmètre actuel du musée et recouvrait l'ensemble du quartier, intégrant dans son périmètre un hôpital, des champs cultivés, les maisons adjacentes transformées en salles de tortures ou dortoirs pour les gardes et les interrogateurs.

## Histoire de la prison S-21

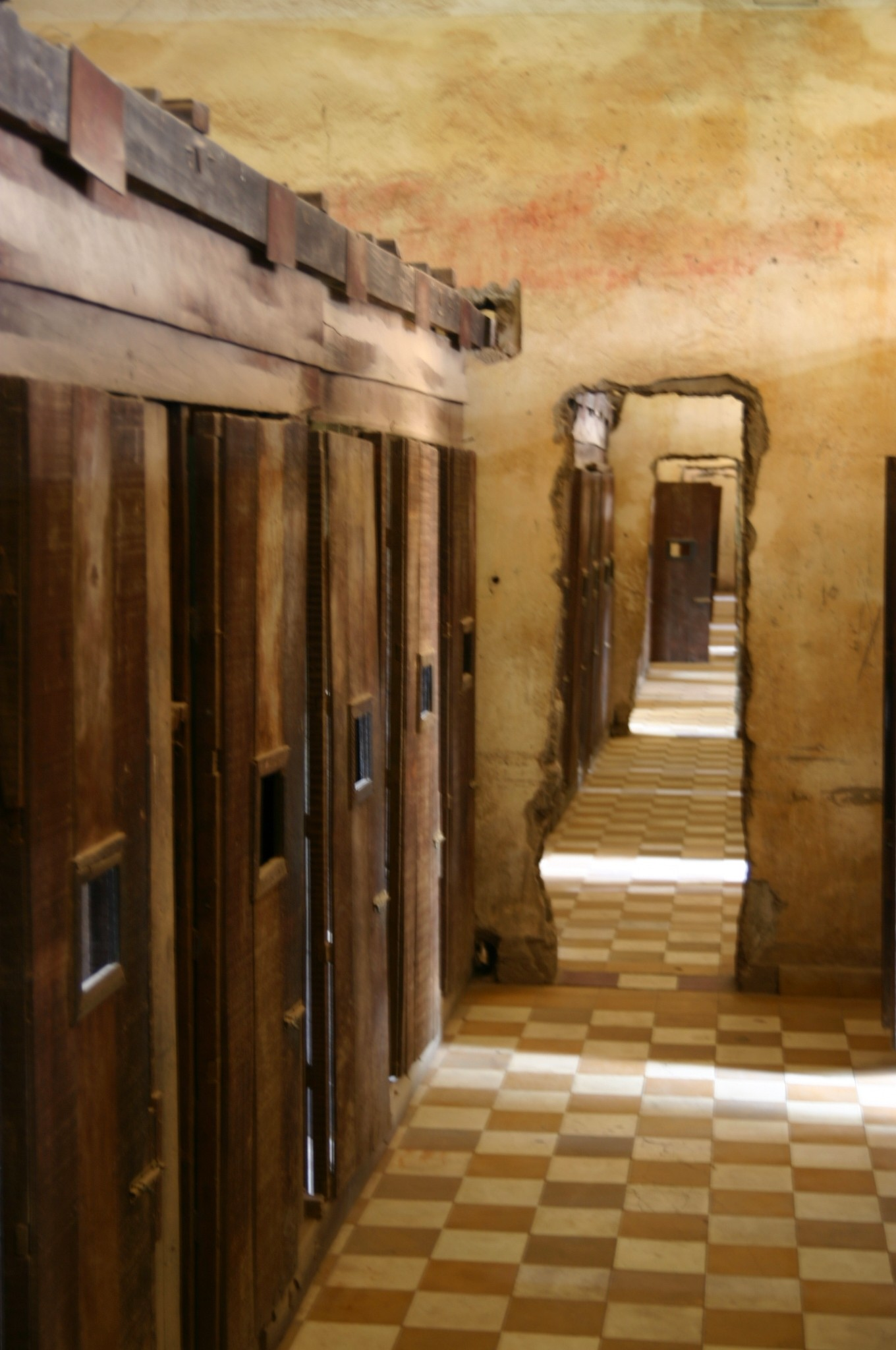
Enfilade de cellules dans les salles de classe reliées entre elles.

S-21 en tant qu'institution pénitentiaire existait à Phnom Penh depuis août 1975. Ce n'est cependant qu'en avril 1976 que Douch, son directeur, décide de la transférer à l'endroit où se trouve le musée aujourd'hui. Le complexe de S-21 s'articule dès lors autour d'un ancien lycée, appelé Ponhea Yat du temps de Sihanouk (1941-1970) puis Tuol Svay Prey du temps de Lon Nol (1970-1975).
La prison resta en activité jusqu'au 7 janvier 1979, quand l'armée vietnamienne entre dans Phnom Penh. Lors de la découverte de la prison, les soldats vietnamiens découvrirent au moins 14 corps mutilés sur des lits.
Le complexe est constitué de quatre bâtiments de trois niveaux chacun formant un U autour d'une cour. Les bâtiments étaient recouverts de fil barbelé afin que les détenus ne se suicident pas, car la décision de vie ou de mort devait incomber à la direction de la prison, seule.
Les anciennes salles de classe pouvaient servir de cellules collectives dans lesquelles une cinquantaine de personnes étaient entassées, allongées par terre, les pieds attachés à de longues barres de fer par des anneaux en fonte, comme on le voit sur les peintures de Vann Nath. D'autres étaient divisées en cellules individuelles, d'environ 2 m2. Les cellules individuelles des rez-de-chaussée étaient en briques, celles aux premiers étages étaient en bois. À l'origine, les salles n'étaient pas reliées entre elles mais c'est l'administration de la prison qui cassa les murs afin de créer un couloir central.
Un gardien fouillait régulièrement les personnes allongées, pour voir si elles ne disposaient pas d'un stylo pour se suicider en se crevant la gorge, ou bien d'un boulon ou d'une vis pour se suicider aussi en l'avalant. On donnait aux prisonniers du gruau de riz deux fois par jour. Les détenus faisaient leurs besoins dans une boîte de munition américaine en métal, dont on voit encore les traces au sol des salles qui comportaient des cellules individuelles.

### Les détenus
Le nombre de personnes qui ont été détenues à Tuol Sleng varie légèrement selon les estimations. L'estimation la plus basse, retenue initialement par les Chambres extraordinaires au sein des tribunaux cambodgiens (CETC) se base sur les archives, incomplètes, de S-21 et estime qu'« au moins 12 273 personnes » y ont été incarcérées. Le Centre de Documentation du Cambodge (DC-Cam) utilise dans ses publications l'estimation de 20 000 détenus. Les derniers comptages de la CETC, utilisés désormais dans la recherche, avancent le nombre de 18 000 détenus. Les seuls survivants retrouvés sur place par les Vietnamiens en janvier 1979 étaient 8 hommes et 4 enfants, cachés dans une pile de vêtements.
Les personnes incarcérées à S-21 étaient au départ des membres de l'administration et des forces armées du régime de Lon Nol, qui avaient été directement arrêtées après que les Khmers rouges ont pris le pouvoir en avril 1975. À partir de 1976, des personnes issues des rangs khmers rouges (des forces armées ou de la haute fonction publique) furent également incarcérées à la suite de purges internes,. Tout le long de la période jusqu'à la prise de Phnom Penh (« libération ») par les Vietnamiens en janvier 1979, la population carcérale comprenait également des civils, des étudiants, des intellectuels, des Cambodgiens revenus de leur exil à l'étranger, des moines bouddhistes, ainsi que quelques étrangers (un petit nombre d'Occidentaux, mais surtout des Vietnamiens). Le simple fait d'être enseignant, de parler une langue étrangère, d'être religieux ou même simplement de porter des lunettes pouvait être suffisant pour être considéré « à exterminer ».

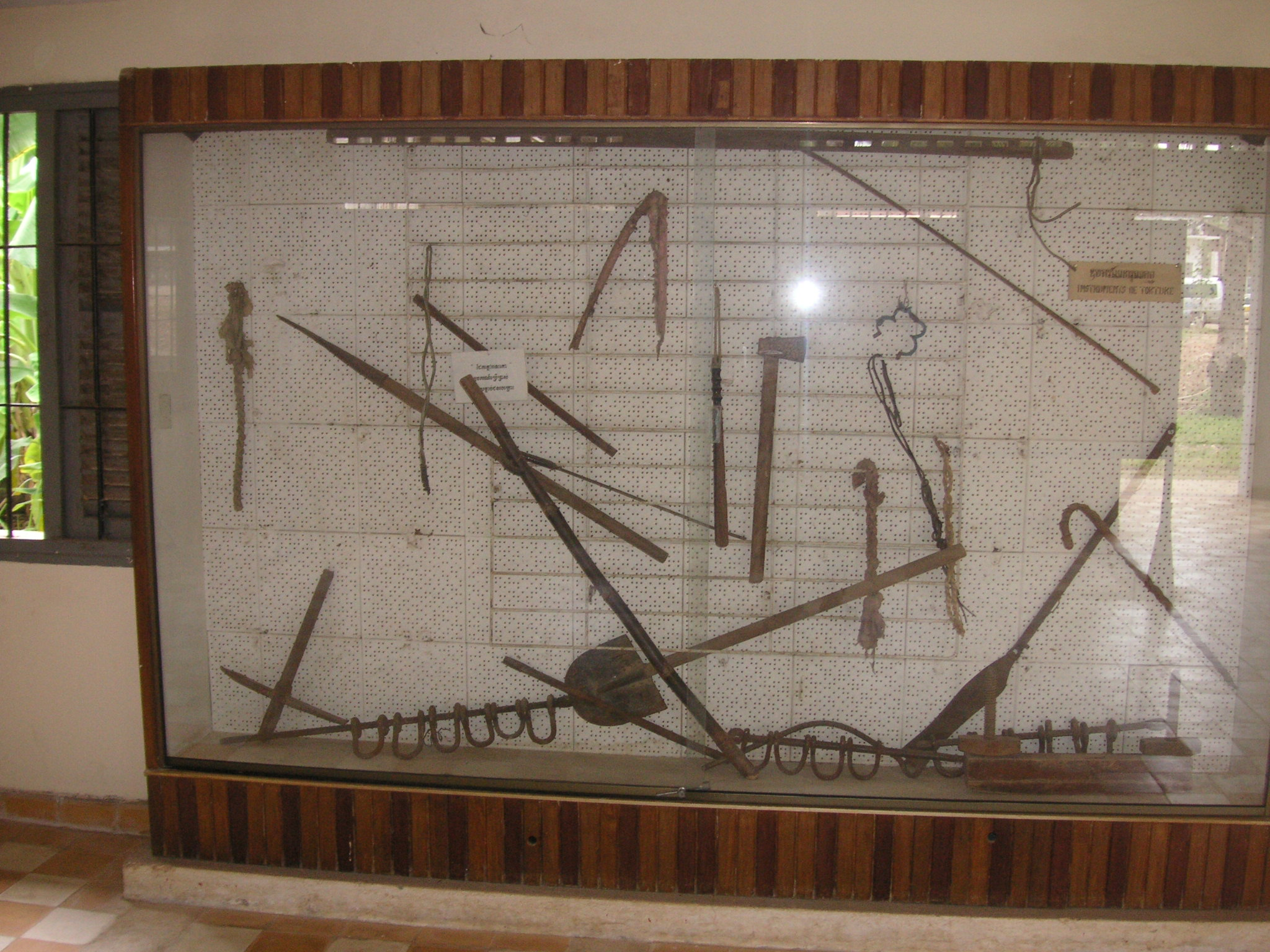
Objets utilisés à Tuol Sleng. En bas, les barres auxquelles étaient attachés les pieds des prisonniers.

### Torture
On demandait aux détenus torturés d'avouer des fautes qu'ils n'avaient pas commises dans des confessions transcrites sur papier. Lorsque les confessions ne satisfaisaient pas les interrogateurs, les détenus étaient de nouveau torturés, jusqu'à ce qu'ils écrivent des confessions jugées recevables. Les tortionnaires donnaient aux détenus des idées d'aveu : par exemple un lien avec la CIA, le KGB, ou encore un quelconque système démocratique, capitaliste, ou impérialiste.
Les tortionnaires se divisaient en trois groupes : les « Gentils », les « Chauds », et les « Mordants ». Lorsque les prisonniers n'avouaient rien au groupe des « Gentils », qui était un groupe politique, ils étaient pris en charge par le groupe des « Chauds », puis le groupe des « Mordants ».
Les anciens équipements de sport dans la cour, datant de l'époque où S21 était un lycée, ont également servi à torturer des prisonniers à la vue de tous les détenus, pour intimider les potentiels récalcitrants[réf. souhaitée].
Bien que cela leur soit défendu par Douch, il est arrivé que certains gardes violent des prisonnières.
Dans le film S21, un ancien gardien décrit l'utilisation d'un sac plastique pour étouffer les détenus, et des pinces pour leur lacérer les chairs. Le visiteur voit sur les peintures faites par Vann Nath (peintre ancien prisonnier ayant travaillé de manière forcée pour les dirigeants Khmers rouges) certaines scènes de torture retranscrites, comme le dépôt de scolopendres et autres insectes piqueurs sur le ventre des prisonniers, ou des tortures visant à étouffer les prisonniers à l'aide d'une cuve pleine d'excréments et/ou d'eau croupie au-dessus de laquelle les tortionnaires les pendaient par les pieds, la tête plongeant dans la cuve.
Une équipe de personnel médical pratiqua des expérimentations médicales sur certains détenus. Il s'agissait par exemple de comparer la manière dont un corps plongé dans une cuve d'eau remontait à la surface, selon qu'il avait les mains attachées dans le dos ou non. D'autres détenus furent vidés de leur sang.

### Administration
Kang Kek Ieu (ou Kang Kech Eav), alias Douch ou Duch, était le maître du complexe de Tuol Sleng. Il exerçait, avant de prendre la tête de celui-ci, le métier d'enseignant. Il est inculpé en 2007 pour crimes contre l'humanité et le tribunal du génocide cambodgien le condamne à 35 ans de détention le 26 juillet 2010. Cette peine sera ramenée à la réclusion criminelle à perpétuité en appel, le 2 février 2012.
Le personnel était composé à certaines périodes de 1 720 personnes.[réf. nécessaire] Parmi eux, environ 300 étaient gardes, les autres étaient ouvriers ou cultivaient de la nourriture pour le personnel et les détenus.

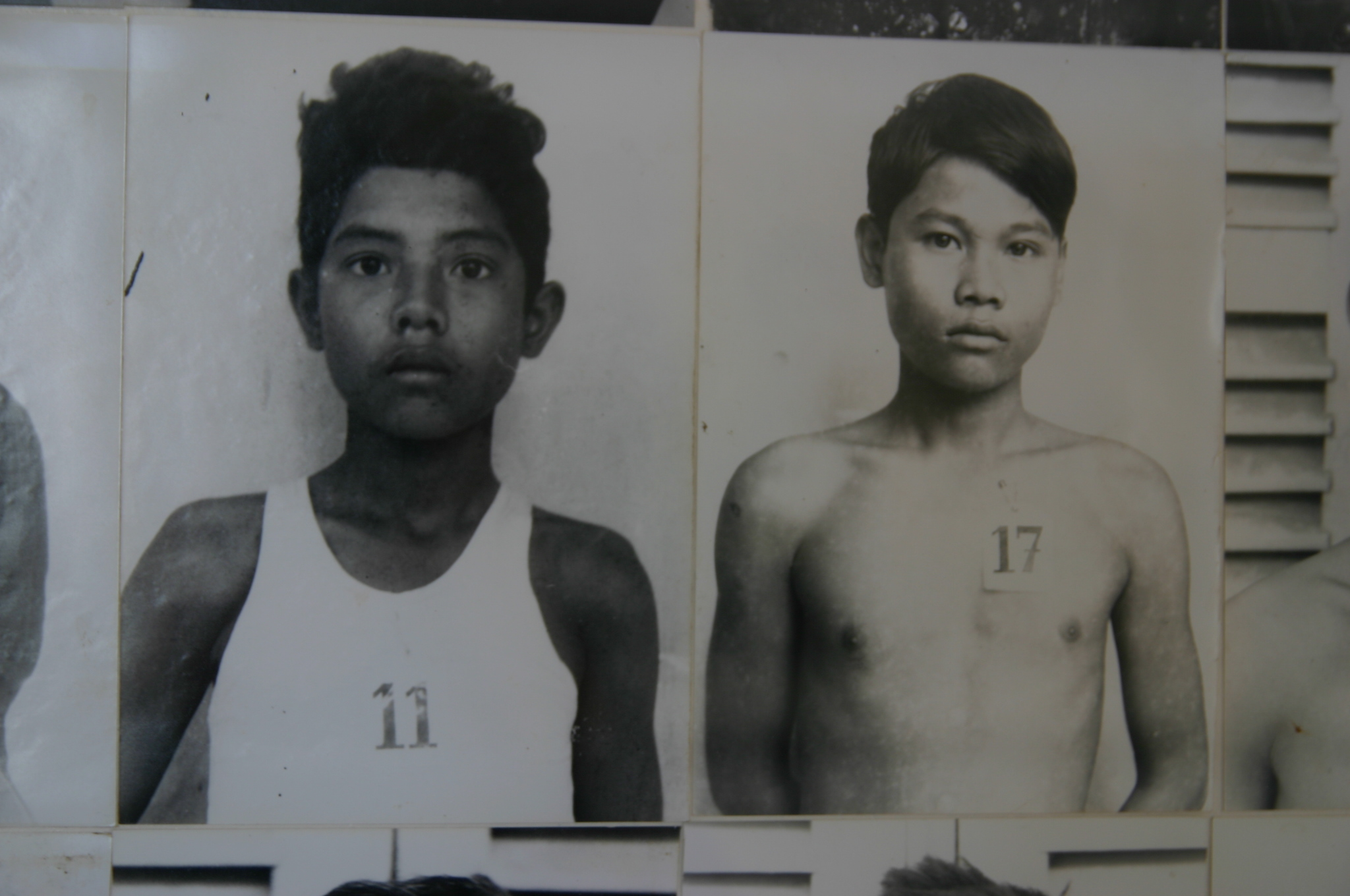
Deux des victimes.

Le personnel était divisé en quatre unités : la photographie, la documentation, la sécurité et l'interrogation. Les premiers photographiaient soigneusement les prisonniers au moment de leur arrivée. Il arrivait également que les détenus morts pendant la torture soient photographiés, ainsi que certains détenus importants après avoir été exécutés, afin de prouver à l'Angkar que l'ennemi avait bien été "exterminé". Les Khmers rouges tenaient également des registres précis d'entrées et sorties des prisonniers de la prison.
Les gardes devaient suivre des règles strictes. Ils n'avaient par exemple pas le droit de s'asseoir ni de s'adosser au mur pendant leurs tours de garde. S'il ne les respectaient pas, ils risquaient de devenir à leur tour prisonnier de S-21.
Il est aussi possible de visiter le site d'extermination de Choeung Ek, dénommé Killing Fields, lié à la prison et situé à quelques kilomètres dans les champs, où les exécutions de S-21 furent délocalisées "à un moment entre 1976 et 1977" pour des raisons d'hygiène.

## Histoire du musée Tuol Sleng

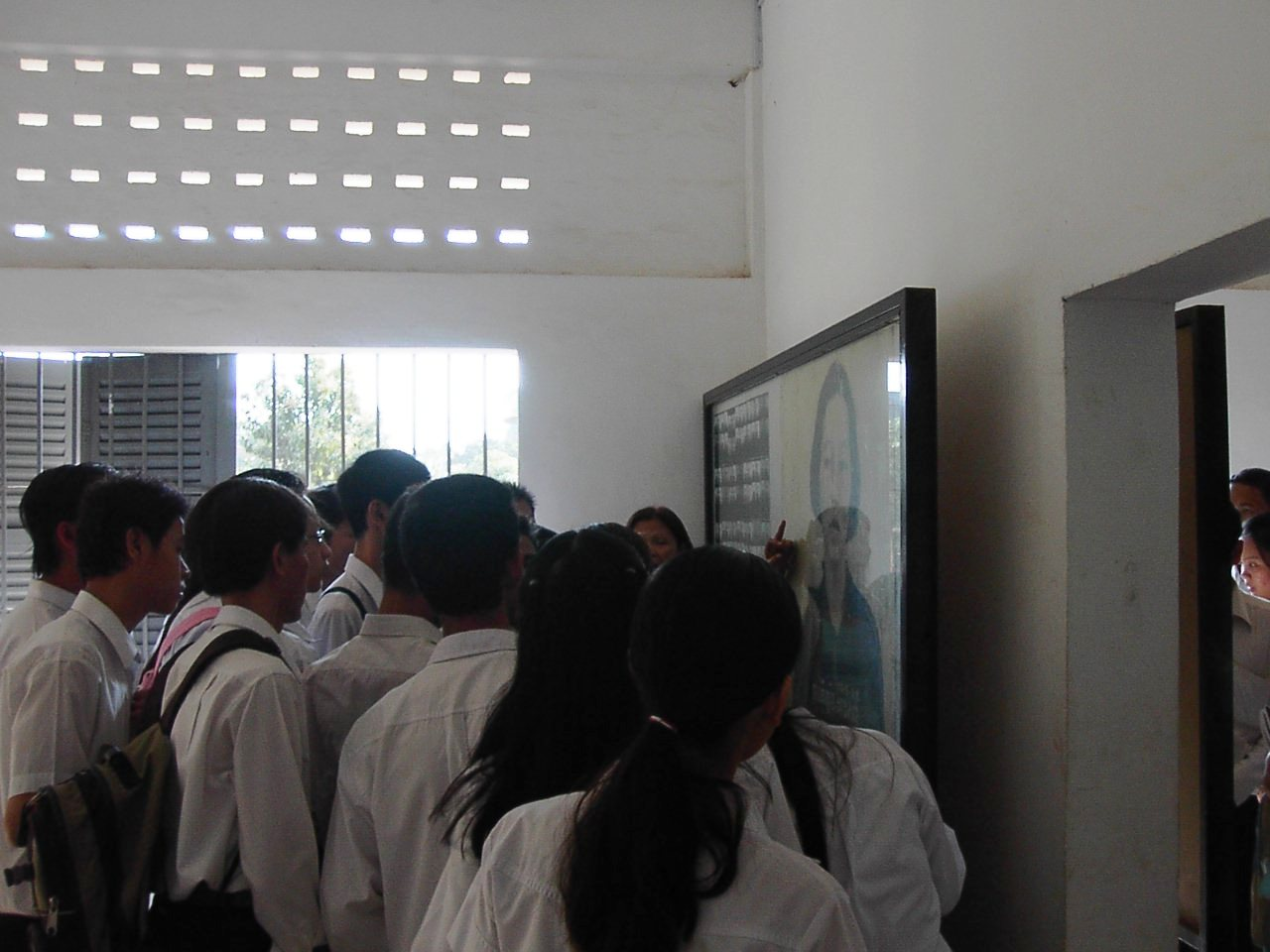
Des étudiants cambodgiens visitent Tuol Sleng en 2005.

La prison fut libérée par l'armée vietnamienne le 7 janvier 1979. Le Viêt Nam installa un nouveau régime, la république populaire du Kampuchea, à la place du Kampuchea démocratique des Khmers Rouges, lequel restait toutefois le régime reconnu par la communauté internationale.
Dès mars 1979, des visites du complexe eurent lieu, réservées toutefois à des délégations internationales et cambodgiennes. Le musée ouvrit officiellement ses portes au public, selon un rapport du ministère de la culture, le 13 juillet 1980. Aujourd'hui, c'est toutefois la date symbolique du 19 août 1979 qui est retenue par l'administration du musée, car c'est ce jour-là que Pol Pot et Ieng Sary furent condamnés par contumace par le tribunal populaire révolutionnaire du Cambodge mis en place par l'occupant vietnamien.

### Une création politique
Pour aider à la mise en place des premières expositions, les Cambodgiens furent aidés par un conseiller vietnamien, Mai Lam, qui avait conçu le Musée des crimes de guerre américains à Hô Chi Minh-Ville et avait visité des musées similaires en Europe pour trouver de l'inspiration.
Selon l'historien David Chandler (en), le but premier du musée était de fournir des preuves irréfutables des crimes du régime khmer rouge afin de justifier l'invasion du Cambodge par le Viêt Nam. Cela devait permettre de parvenir au second but du musée, à savoir légitimer le nouveau régime, la république populaire de Kampuchea,: c'est le musée Tuol Sleng qui convainquit le Royaume-Uni et l'Australie de ne plus reconnaitre le Kampuchea démocratique des Khmers Rouges comme représentant légitime du peuple cambodgien et de reconnaitre la république populaire de Kampuchea.

### Parallèles avec le nazisme et controverses politiques
À l'adresse des visiteurs internationaux, le musée dresse des parallèles entre les Khmers Rouges et les Nazis, incitant le visiteur à intégrer l'idée que « Tuol Sleng = Auschwitz cambodgien » et « Pol Pot = Hitler asiatique  ». Pour ce faire, la responsabilité du génocide est mise sur le compte d'un petit groupe d'hommes, auxquels l'on refuse de reconnaître toute influence socialiste, dénommée la « clique Pol Pot et Ieng Sary » dans les premières expositions du musée. Pour l'historienne Judy Ledgerwood, le récit présenté au musée Tuol Sleng est celui d'une « révolution glorieuse perdue et pervertie par une poignée de traîtres sadiques génocidaires qui ont délibérément exterminé 3 millions de leurs concitoyens. Les véritables héritiers du mouvement révolutionnaire ont renversé cette tyrannie meurtrière 3 ans, 8 mois et 20 jours plus tard, juste à temps pour sauver le peuple du génocide ».
Selon ces interprétations, le musée Tuol Sleng aurait été créé par le Viêt Nam pour légitimer la république populaire du Kampuchéa qu'il a installée en 1979 et de laquelle découle le gouvernement actuel de Hun Sen. Cette idée est tellement présente aujourd'hui que certains politiciens de l'opposition, tel que Kem Sohka en 2013, nient que S-21 a existé et que les crimes décrits au musée ont été commis,. Ils prétendent que Tuol Sleng n'est qu'une mise en scène ayant permis de justifier l'invasion du Cambodge par le Viêt Nam en 1979 et de légitimer le nouveau pouvoir mis en place,.
Le discours de Kem Sokha a été vivement critiqué par le Parti du peuple cambodgien (PPC) et les médias contrôlé par l’État comme révisionnistes. Une manifestation contre ces propos a eu lieu deux jours après que le gouvernement a voté le 7 juin 2013 une loi condamnant la négation du génocide.

## Protection
Le musée est inscrit sur la liste du patrimoine mondial en 2025 par l'UNESCO, en tant que partie du bien « Sites mémoriels du Cambodge : des centres de répression devenus lieux de paix et de réflexion ».

### Analyses
- David Chandler, S-21 ou Le crime impuni des Khmers rouges, Autrement, 2002, 202 p.  (ISBN 9782746701700).
- Thierry Cruvellier, Le Maître des aveux, Gallimard, 2011, 370 p.  (ISBN 9782070134892).
- Thierry Cruvellier, « Douch, un procès de façade ? », L'Histoire, no 381, novembre 2012, p. 58-61.
- Nic Dunlop, The Lost Executioner: A Story of the Khmer Rouge, Walker, 2005, 326 p.  (ISBN 9780802714725).
- Solomon Kane (trad. de l'anglais par François Gerles, préf. David Chandler), Dictionnaire des Khmers rouges, IRASEC, février 2007, 460 p. (ISBN 9782916063270), p. 185-188 & 382-384.
- Annette Wieviorka, « Les larmes de Douch », L'Histoire, no 341, avril 2009, p. 42.
- Anne-Laure Porée, « Tuol Sleng, l'histoire inachevée d' un musée mémoire », Moussons, no 30, 2017-2, p. 151-182.

### Témoignages
- François Bizot, Le Portail, La Table ronde, 2000  (ISBN 2-7028-6131-8).
- François Bizot, Le Silence du bourreau, Flammarion, 2011, 245 p.  (ISBN 9782081243163).
- Marcel Lemonde, Jean Reynaud, Un juge face aux Khmers rouges, Seuil, 2013, 249 p.  (ISBN 9782021055740)
- Rithy Panh, Christine Chaumeau, La Machine khmère rouge : Monti Santésok S-21, Flammarion, 2003, 307 p.  (ISBN 9782080684677).
- Vann Nath, Dans l'enfer de Tuol Sleng : l'inquisition khmère rouge en mots et en tableaux, Calmann-Lévy, 2008, 189 p.  (ISBN 9782702138113).

### Documentaires
- Jean Baronnet, Derrière le portail, Gloria Films Production, ARTE France, 2004.
Voir film-documentaire.fr.
- Rithy Panh, S21, la machine de mort khmère rouge, INA, Arte, 2002.
- Rithy Panh, Duch, le maître des forges de l'enfer , 2011.
Voir Cécile Campergue, « Rithy Panh, Duch, le maître des forges de l’enfer », Lectures, 2012.
- Adrien Maben, Camarade Duch. Bienvenue en enfer, Arte éditions, coll. « Histoires », 2012.
Voir Sophie Louey, « Adrian Maben, Rémi Lainé, Jean Reynaud, Cambodge. La dictature des Khmers rouges. 1975-1979 », Lectures, 2012.
- Autobiographie de Hout Bophana, de Rithy Panh (Film diffusé à Tuol Sleng)[Quoi ?]

### Jugements des Chambres extraordinaires au sein des tribunaux cambodgiens
- Jugement par la chambre de première instance de Kaing Guek Eav alias Duch